# Lathromeroidea exemplum
Lathromeroidea exemplum är en stekelart som beskrevs av Pinto 2006. Lathromeroidea exemplum ingår i släktet Lathromeroidea och familjen hårstrimsteklar.
Artens utbredningsområde är:
- Belize.
- Costa Rica.
- Ecuador.
- Guatemala.
- Peru.
- Venezuela.

Inga underarter finns listade i Catalogue of Life.